# Yo Soy 132
Yo Soy 132 (en português: Eu Sou 132) foi um movimento social formado principalmente por estudantes  universitários do México, mas que também contava com o apoio de simpatizantes provenientes de mais de 50 cidades do mundo. Inicialmente, três eram as reivindicações mais evidentes do movimento: a democratização dos meios de comunicação, a criação de um terceiro debate entre os candidatos das eleições presidenciais de 2012, e o rechaço ao apoio político e midiático de meios de comunicação de massa ao candidato presidencial Enrique Peña Nieto, do Partido Revolucionário Institucional (PRI). Posteriormente, o movimento apresentou um plano de seis pontos que incluem diferentes temas de interesse público.
O nome "YoSoy132" se refere diretamente a um vídeo disponibilizado na rede social Youtube, no qual 131 estudantes contestavam as declarações de políticos nos meios de comunicação de massa que buscavam diminuir a importância de um protesto estudantil contra Enrique Peña Nieto ocorrido no dia 11 de maio de 2012, na Universidade Iberoamericana da Cidade do México. Os protestos contra o candidato presidencial do PRI que se seguiram ao vídeo dos 131 estudantes. Logo desencadearam uma série de manifestações que foram se unindo em um mesmo movimento, o "YoSoy132". Em alusão aos movimentos sociais de grande magnitude que impactavam então o chamado Mundo árabe (que em poucos meses resultou na queda de ditadores na Tunísia e no Egito), muitos se referiram a este movimento estudantil do México como a "Primavera Mexicana".

## Antecedentes
Em 11 de maio de 2012, o campus Ciudad de México (Cidade do México em português)
da Universidad Iberoamericana, o candidato presidencial da coalizão Compromiso por México (formado pelos partidos políticos PRI e PVEM), Enrique Peña Nieto mostrou no auditório José Sánchez Villaseñor. Da universidade, sua plataforma política diante de centenas de estudantes como parte do fórum Buen Ciudadano Ibero.
Ao final de sua apresentação, um grupo de estudantes referindo-se a seu mau desempenho como governador do Estado do México durante os acontecimentos do Caso Atenco. Nesta sinalização, o candidato declara:
Diante da resposta do candidato, os estudantes começaram a gritar frases de protesto. Depois de alguns minutos o grupo cresceu cantando expressões de rejeição, enquanto apoiadores aplaudiam e gritavam palavras de ordem em seu favor.
Como forma de evitar a entrada principal, que foi bloqueada por estudantes que protestavam, equipamentos de segurança aguardaram o candidato durante vários minutos em um banheiro da universidade para traçar uma rota de fuga, que foi apontado para o ar por alto-falantes da Ibero 90.9, da estação da universidade. O candidato deixou a universidade por meio de uma operação de segurança, cercado de centenas de jovens com cartazes e máscaras de Carlos Salinas de Gortari protestando ao seu redor.
O evento foi gravado em vídeo por vários estudantes, pouco depois publicados em redes sociais. As principais redes de televisão do país e muitos jornais matizaram a notícia com o argumento de que este protesto não foi uma expressão autêntica de estudantes universitários e que era um boicote político.
Também o presidente nacional da PRI, Pedro Joaquín Coldwell descreveu os estudantes como:
No mesmo contexto, Emilio Gamboa Patrón, líder nacional da Confederación de Organizaciones Populares e também ex-aluno da Ibero, afirmou:
Ante estes sinais, um grupo de 131 jovens publicaram um vídeo na internet em onde mostravam as credenciais que os acreditavam como estudantes da universidade e responderam:
Nos seguintes minutos, os 131 jovens deram seu nome, seu número de conta  e a raça na que estudam e disseram não pertenecer a nenhum partido político, também de defender o carácter estudantil de protesto. 6 Horas depois de seu publicação, o vídeo foi reproduzido por 21000747 usuários de esta rede social. Por este vídeo, as redes sociais começaram a mostrar seu apoio para os 131 alunos com o slogan YoSoy132.

### Manifestações

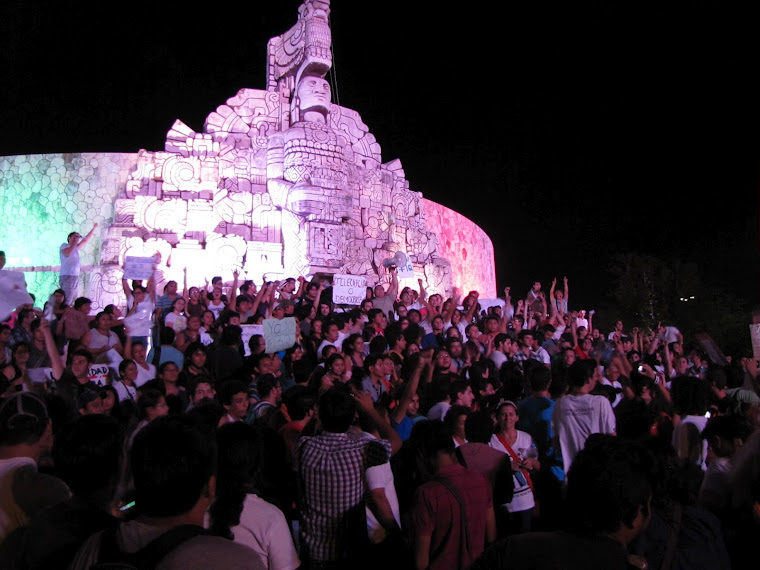
AntiPeñaYucatán

Desde seu início, o movimento tem uma variedade de manifestações; marchas sem afetar as vias, comícios, concertos, marchas silenciosas e participação política nas eleições.
Não só na capital do país, também em vários estados, como Querétaro, Chiapas, Oaxaca, Veracruz, Estado de México, Puebla, Baja California e Tabasco.
No exterior, várias cidades haviam criado grupos de solidariedade e apoio ao movimento, entre as que destacam Londres, Paris, Chicago, Munique, Madri, Viena, Rio de Janeiro, Genebra, Stuttgart, Calgary, Euskadi, Melbourne, Nova York, Barcelona, Manchester, Québec, Frankurt, Zurique, Buenos Aires, Bruxelas, Vancouver, Montreal, Bolonha e Zagreb.

## Movimentos relacionados
Pelas mobilizações feitas pelos integrantes do Yo soy 132, há criado outros movimentos, alguns a favor e outros em contra.

### Yo soy 133
Em 8 de junho de 2012, adolescentes entre 10 e 17 anos gravaram um vídeo com o mesmo estilo de Yo soy 132 mostrando seu apoio ao movimento. Por serem menores de idade, não podem participar ativamente nas eleições, porém, isso não os impede de estarem informados e apoiarem aos jovens votantes.

### Yo soy 132 acadêmicos
Em português, Eu sou 132 acadêmicos. Em 8 de junho do 2012, professores e acadêmicos de diferentes universidades deram uma conferência de jornal sobre irregularidades nas pesquisas feitas por diferentes empresas, entre elas o jornal Milenio Diario. Além da regulação do IFE em torno delas. Depois da conferência, realizaram uma manifestação fora das estâncias do jornal Milenio na Cidade do México. Em 16 de julho apresentaram um vídeo onde explicam as irregularidades e violações na campanha de Enrique Peña Nieto e as irregularidades nas votações.